# GRIN (компанія)

GRIN — приватна компанія, розробник відеоігор та грального рушія Diesel engine. Компанія була заснована в 1997 році братами Бо і Ульфом Андерсоном (англ. Bo and Ulf Andersson) і базувалася в Стокгольмі, Швеція. 12 серпня 2009 року компанія збанкрутіла і закрилася.

## Історія компанії
Перша комп'ютерна гра, розроблена GRIN — гоночна аркада Ballistics, яка вийшла 19 жовтня 2001 року для ПК і пізніше для аркадних автоматів. «Ballistics» використовувала ігровий рушій власної розробки GRIN — «Diesel». Цей рушій був розроблений за підтримки американської компанії nVidia і був призначений для демонстраційних показів можливостей останнього на той час графічного процесора nVidia — GeForce 3.
У 2007 році GRIN розширила свої виробничі потужності і кількість розроблюваних ігор, відкривши офіс у Барселоні, Іспанія, у хмарочосі Torre Mapfre. Наступна дочірня студія була відкрита в Гетеборгу (англ. Gothenburg), Швеція. Ще одна студія — «Grin Jakarta QA studio», що займалася забезпеченням якості, була відкрита в Джакарті, Індонезія. З тих пір кількість співробітників сягнула близько 250 чоловік.
27 травня 2009 року сайт Kotaku.com у рубриці «Чутки» опублікував новину про те, що GRIN звільнила від 100 до 160 співробітників у різних офісах. Це масове звільнення журналісти пов'язують з тим, що ігри Bionic Commando і Terminator Salvation вже вийшли і компанії нічим зайняти співробітників. Kotaku запросив коментарі у Capcom і GRIN, однак відповіді не було.
У 2009 році GRIN закрила свої офіси в Барселоні та Гетеборзі, посилаючись на фінансові труднощі.
12 серпня 2009 року компанія збанкрутувала. Пізніше цього ж дня на офіційному сайті з'явилося офіційне повідомлення про закриття компанії.
Після закриття компанії з'явилася інформація про те, що до свого закриття GRIN працювала над неанонсованою грою «Fortress», яка повинна була бути спін-оффом до серії Final Fantasy.
14 вересня 2009 року колишній співробітник GRIN Бьерн Альбін, який працював провідним художником і дизайнером персонажів, опублікував на своєму персональному сайті кілька концепт-артів і моделей з невипущених ігор компанії: екшену «Fortress», «ковбойського» шутера «The Cult» та науково-фантастичної гри для PSP «Switch».

## Нові компанії, що утворилися після розпаду GRIN

### Outbreak Studios
Відразу після закриття GRIN, в середині серпня 2009 року, частина її колишніх співробітників заснувала нову компанію Outbreak Studios, де на момент відкриття працювало близько 25 чоловік. Очолює Outbreak Studios Пітер Бьеркланд. Було заявлено, що Outbreak Studios буде займатися незалежними іграми для XBLA, PlayStation Store, Games for Windows — Live, PSP Go і iPhone.

### Might and Delight
У середині квітня 2010 року стало відомо про компанію Might and Delight, співробітники якої є вихідцями з GRIN і працювали в її складі над розробкою Bionic Commando Rearmed. Might and Delight орієнтована на розробку простих казуальних ігор у ретро-стилі.

### BitSquid
Ніклас Фрікхольм (англ. Niklas Frykholm) і Тобіас Персон (англ. Tobias Persson), які в GRIN були провідними програмістами команди з розробки ігрових технологій, після закриття GRIN заснували компанію BitSquid, основною метою якої є розробка і розвиток ігрового рушія «BitSquid Tech». BitSquid була заснована в співробітництві зі шведським розробником комп'ютерних ігор компанією FatShark, генеральний директор якої Мартін Вахлюнд (англ. Martin Wahlund) є також генеральним директором BitSquid. Ніклас Фрікхольм і Тобіас Персон займають посади провідних інженерів. 21 квітня 2010 BitSquid спільно з компанією FatShark випустили «Stone Giant» — технологічну демонстрацію рушія «BitSquid Tech» і одночасно бенчмарк для тестування графічних карт.

## Список розроблених і випущених ігор
| Дата випуску | Назва                                          | Жанр                           | Платформи                                                |
| ------------ | ---------------------------------------------- | ------------------------------ | -------------------------------------------------------- |
| 2001         | Ballistics                                     | Гоночний симулятор             | Microsoft Windows                                        |
| 2002         | Ballistics Arcade                              | Гоночний симулятор             | Аркадні автомати                                         |
| 2003         | Bandits: Phoenix Rising                        | Гоночний симулятор             | Microsoft Windows                                        |
| 2006         | Tom Clancy's Ghost Recon Advanced Warfighter   | Тактичний шутер                | Microsoft Windows                                        |
| 2007         | Tom Clancy's Ghost Recon Advanced Warfighter 2 | Тактичний шутер                | Microsoft Windows                                        |
| 2008         | Bionic Commando Rearmed                        | Платформер                     | Microsoft Windows, Xbox Live Arcade, PlayStation Network |
| 2009         | Wanted: Weapons of Fate                        | Шутер від третьої особи        | Windows, Xbox 360, PlayStation 3                         |
| 2009         | Bionic Commando                                | Пригодницька гра, Платформер   | Windows, Xbox 360, PlayStation 3                         |
| 2009         | Terminator Salvation                           | Шутер від третьої особи, екшен | Windows, Xbox 360, PlayStation 3                         |
| Невипущена   | Fortress                                       | Екшен                          | Windows, PlayStation 3, Xbox 360                         |
| Невипущена   | The Cult                                       | Шутер від третьої особи        | Windows, PlayStation 3, Xbox 360                         |
| Невипущена   | Switch                                         | Невідомо                       | PSP                                                      |